# VAP (기업)
VAP(株式会社バップ, Video & Audio Project의 이니셜)는 일본의 엔터테인먼트 회사로, 본사는 일본 지요다구에 위치해 있다. 닛폰 TV 방송망의 자회사이다.

## 아티스트
- Coldrain
- Concerto Moon
- Eastern Youth
- Edge of Spirit
- Galneryus
- Girls on the Run
- 히사카와 아야
- 히야마 노부유키
- Last Alliance
- 맥시멈 더 호르몬
- Hajime Mizoguchi
- 모리카와 토시유키
- Yuji Ohno
- Ogre You Asshole
- Pay Money to My Pain
- Saber Tiger
- 사쿠라 모모코
- Sendai Kamotsu
- S.E.S.
- 시라토리 유리
- Suzume
- White Ash
- Zwei

## 일본의 TV, 드라마, 애니메이션 (DVD/비디오)
- 전일본 프로레슬링
- 호빵맨
- Bagi, the Monster of Mighty Nature
- Berserk
- 데스노트
- 엘펜리트 (AT-X)
- 신세기 사이버 포뮬러
- 더 파이팅
- 헌터 × 헌터 (두 번째 시리즈)
- 황룡의 이
- 루팡 3세
- 마인탐정 네우로
- 마스터 키튼
- 미르모 퐁퐁퐁 (TV 도쿄)
- 몽키
- 몬스터
- Nana
- 오레 모노가타리!!
- 프로레슬링 노아
- Saint Seiya: The Lost Canvas
- 천국의 계단
- Tenchi Muyo!
- The Water Margin
- 겨울연가 (일본방송협회가 KBS에 라이선스 받음)

## 주요 구성원

### 닛폰 뉴스 네트워크 / 닛폰 TV 방송망의 방송사
- 미쓰비시 그룹
- 닛폰 TV 방송망
- 아키타 방송
- 삿포로 TV 방송
- 야마가타 방송
- 미야기 미디어 텔레비전
- 야마나시 방송 시스템
- 주쿄 TV 방송
- 키타 닛폰 방송
- 후쿠이 방송사
- 요미우리 TV 방송
- 히로시마 텔레케스팅
- 야마구치 방송
- 후쿠오카 방송 시스템
- JRT 시코쿠 방송사
- 니시닛폰 방송사
- 난카이 방송사
- RKC 코우치 방송사
- RAB 아오모리 방송사

### 닛폰 TV 밧옹망 비즈니스 회사
- RF라디오닛폰
- 닛폰 TV 뮤직

### 요미우리 신문 파트너십 회사
- 라디오 간사이

## 비디오 게임
- Doki! Doki! Yūenchi: Crazy Land Daisakusen (패밀리 컴퓨터)
- Ganso Saiyūki: Super Monkey Daibōken (Famicom)
- Isolated Warrior (Famicom)
- Sprinter Monogatari: Mezase!! Ikkaku Senkin (슈퍼 패미컴)
- Shigetaka Kashiwagi's Top Water Bassing (Super Famicom)
- Tao (Famicom)
- Kōryū no Mimi (Super Famicom)
- 큐버트 (Super Famicom)
- Shippo de Bun (Game Boy)
- Big Thanks Super Keirin (세가 새턴)

## 같이 보기
- 닛폰 TV 방송망
- 토이스 팩토리 (a spin-off company from VAP)